# Särkijärvi (sjö i Finland, Mellersta Österbotten, lat 63,30, long 24,75)
Särkijärvi är en sjö i Finland. Den ligger i kommunen Perho i landskapet Mellersta Österbotten, i den centrala delen av landet, 300 km norr om huvudstaden Helsingfors. Särkijärvi ligger 180 meter över havet. Arean är 30,1 hektar och strandlinjen är 2,43 kilometer lång. Sjön  ingår i Kymmene älvs huvudavrinningsområde.   I omgivningarna runt Särkijärvi växer i huvudsak blandskog.
I övrigt finns följande vid Särkijärvi:
- Matolampi (en sjö)